# Nephrotoma distans
Nephrotoma distans är en tvåvingeart som beskrevs av Edwards 1928. Nephrotoma distans ingår i släktet Nephrotoma och familjen storharkrankar. Inga underarter finns listade i Catalogue of Life.